# 밀접 결합 근사
응집물질물리학에서 밀접 결합 근사(密接結合近似, tight binding approximation)는 전자가 이온에 매우 강하게 묶여 있다는 가정 아래 띠구조를 계산하는 근사 이론이다. 화학에서 주로 사용하는 LCAO (Linear Combination of Atomic Orbitals) 이론과 밀접한 관계가 있다. 밀접 결합 근사는 다양한 종류의 고체 모사에 활용될 수가 있으며 상호작용을 고려하지 않는 단일 입자 모델이지만 까다로운 현상들을 이해하기 위한 첫 단계라고 볼 수가 있다.

## 전개
계의 해밀토니언이 다음과 같다고 하자.
{\displaystyle H=\sum _{\mathbf {R} }H_{0}(\mathbf {r} -\mathbf {R} )+U(\mathbf {r} )}.
여기서 {\displaystyle \sum _{\mathbf {R} }}은 결정 격자의 모든 격자 벡터 {\displaystyle \mathbf {R} }에 대한 합이고, {\displaystyle H_{0}}은 각 이온의 해밀토니언이다. {\displaystyle U}는 이온 사이의 상호작용을 나타내고, 결정 구조의 대칭을 따른다.
단원자계의 에너지 준위를 {\displaystyle \phi _{m}}이라고 쓰자. 즉
{\displaystyle H_{0}(\mathbf {r} )\phi _{m}(\mathbf {r} )=E_{m}\phi _{m}(\mathbf {r} )}
이다. 다원자계의 파동 함수 {\displaystyle \psi }는 단원자계 파동 함수의 합으로 다음과 같이 근사하여 전개할 수 있다.
{\displaystyle \psi (\mathbf {r} )=\sum _{m,\mathbf {R} }b_{m,\mathbf {R} }\phi _{m}(\mathbf {r} -\mathbf {R} )}.
블로흐 정리에 따라
{\displaystyle \psi (\mathbf {R} +\mathbf {r} )=\exp(i\mathbf {k} \cdot \mathbf {R} )\psi (\mathbf {r} )}
이다. 여기서 {\displaystyle \mathbf {k} }는 결정 운동량이다. 따라서 다원자계의 파동 함수 {\displaystyle \psi }를 위 식에 대입하면 아래와 같은 결론을 얻는다.
{\displaystyle b_{m,\mathbf {R} }=\exp(i\mathbf {k} \cdot \mathbf {R} )b_{m,\mathbf {0} }=\exp(i\mathbf {k} \cdot \mathbf {R} )b_{m}}
즉, 다원자계의 파동 함수 {\displaystyle \psi }는 다음과 같이 쓰여질 수 있다.
{\displaystyle \psi (\mathbf {r} )=\sum _{m,\mathbf {R} }\exp(i\mathbf {k} \cdot \mathbf {R} )b_{m}\phi _{m}(\mathbf {r} -\mathbf {R} )}
이다.

### 섭동 이론
다음을 가정하자.
- 상호작용항 {\displaystyle U}가 {\displaystyle H_{0}}에 비하여 매우 작다.
- 서로 다른 이온 주변의 파동 함수는 거의 겹치지 않는다. 즉, {\displaystyle \langle \phi _{m}(\mathbf {r} )|\phi _{n}(\mathbf {r} -\mathbf {R} )\rangle }이 매우 작다.

그렇다면 {\displaystyle U}를 섭동항으로 놓고 섭동 이론을 전개할 수 있다.
에너지의 1차 섭동은 다음과 같다.
{\displaystyle E_{m}^{(1)}=\langle \psi |U|\psi \rangle =N\sum _{m,n,\mathbf {R} }\exp(i\mathbf {k} \cdot \mathbf {R} )b_{m}^{*}b_{n}\int \phi _{m}^{*}(\mathbf {r} )U(\mathbf {r} )\phi _{n}(\mathbf {r} -\mathbf {R} )\;d^{3}\mathbf {r} }.
여기서 {\displaystyle N}은 격자의 크기이다. 파동 함수의 정규화에 따라서 {\displaystyle b_{n}\approx 1/{\sqrt {N}}}이므로,
{\displaystyle E_{m}^{(1)}\approx \sum _{m,n,\mathbf {R} }\exp(i\mathbf {k} \cdot \mathbf {R} )\int \phi _{m}^{*}(\mathbf {r} )U(\mathbf {r} )\phi _{n}(\mathbf {r} -\mathbf {R} )\;d^{3}\mathbf {r} }
이다.

## 역사
핑켈슈타인(B. N. Finkelstein)과 호로비츠(G. E. Horowitz)가 분자 오비털에 대하여 1928년에 발표하였다. 이듬해에 펠릭스 블로흐가 결정 구조에 대하여 독립적으로 발표하였다. 존 슬레이터(John Clarke Slater)와 조지 코스터(George Fred Koster)가 이를 1954년에 개량하고 완성하였다.

## 같이 보기
- 띠구조
- 블로흐 정리
- 와니어 함수
- 유효 질량
- 휘켈법